# Ankarström
För den svenska adliga ätten Anckarström, se Anckarström.
Ankarström är den ström som driver elmotor. Hos likströmsmotorn är det den ström som går igenom rotorn. Rotorlindningen kallas därför också ankarlindning. Den ström som går igenom magnetiseringslindningen runt rotorn kallas magnetiseringsström.
På en synkronmotor och eller en asynkronmotor är det den ström som går igenom statorn som kallas ankarström. Statorn kallas därför också ankarlindning. Rotorlindningen däremot kallas magnetiseringslindning eftersom magnetiseringsströmmen går igenom rotorn hos en synkronmotor. En kortsluten asynkronmotor behöver ingen magnetiseringsström. 